# Roger Risholt
Roger Risholt (født 10. april 1979 i Arendal) er en norsk tidligere fodboldspiller, der spillede på midtbanen.
Risholt spillede blandt andet for IK Start,Fredrikstad, AGF, BK Häcken og Tromsø. Han kom til Kongsvinger i december 2008 og havde en toåråge kontrakt med klubben. Den 31. august 2010 drog han tilbage til Fredrikstad, hvor han også var i perioden 2002 til 2005. Efter sæsonen fik Risholt ikke fornyet kontrakten med FFK.
Risholt debuterede på det norske landshold i 2005 og nåede tre landskampe. Han er tvillingbror til Kai Risholt.